# Мартынюк, Николай Каленикович
Николай Каленикович Мартынюк — советский военный, государственный и политический деятель, генерал-полковник авиации (28.04.1984). Заслуженный военный лётчик СССР (1982).

## Биография
Родился в 1928 году в Киеве. Член КПСС.
С 1948 года — на военной службе, общественной и политической работе. В 1948—1991 гг. — курсант Батайского Военного Авиационного училище летчиков им. Серова, на командно-лётных должностях в советской авиации, выпускник Краснознаменной военно-воздушной Академии ВС СССР, Военной Академии Генерального штаба ВС, командующий 73-й воздушной армией, командующий ВВС Туркестанского военного округа, заместитель Главнокомандующего войсками Южного направления по авиации, советник Командующего ВВС и ПВО ВС Польской народной республики.
Избирался депутатом Верховного Совета Узбекской ССР 10-го созыва.
Умер в 2015 году. Похоронен на Соловьевской переправе в деревне Соловьёво Кардымовского района Смоленской области недалеко от Старой Смоленской дороги.